# Georg Kohler
Georg Kohler (* 1945 in Konolfingen) ist ein Schweizer Philosoph, Publizist und emeritierter Professor für politische Philosophie an der Universität Zürich.

## Leben
Kohler studierte Philosophie in Zürich und Basel und schloss mit einer Untersuchung zur kantischen Ästhetik als lic. phil. ab. Neben seiner Tätigkeit als Assistent bei Hermann Lübbe und dem Abfassen seiner Dissertation zu Kants «Kritik der Urteilskraft» bei Rudolf W. Meyer absolvierte er ein Zweitstudium der Rechtswissenschaft und schloss als lic. iur. ab. 1980 wurde er zum Dr. phil. promoviert.
In den 1980er-Jahren arbeitete er in der Privatwirtschaft und als freier Publizist. 1987 habilitierte er sich mit der Studie «Handeln und Rechtfertigen. Untersuchungen zur Struktur der praktischen Rationalität». Fortan lehrte er als Privatdozent an der Universität Zürich.
Nach einer Lehrstuhlvertretung am Geschwister-Scholl-Institut der Universität München wurde er 1994 als Nachfolger von Hermann Lübbe als Ordinarius an den Lehrstuhl für politische Philosophie nach Zürich berufen, wo er bis zu seiner Emeritierung 2010 lehrte. Er gehörte dem Stiftungsrat des Liberalen Instituts an. Kohler publizierte und publiziert regelmässig in Tageszeitungen, vor allem in der Neuen Zürcher Zeitung, aber auch im Blick und im Tages-Anzeiger. Zuletzt trat er als Analytiker in der DOK-Reihe Als die Schweiz den Atem anhielt des Schweizer Fernsehens auf.
Georg Kohler ist verwitwet, er war in zweiter Ehe mit der Journalistin, Nachrichtensprecherin und Verlegerin Dominique Rub verheiratet.

## Publikationen

### Monographien
- Geschmacksurteil und ästhetische Erfahrung. Beiträge zur Auslegung von Kants "Kritik der ästhetischen Urteilskraft". Berlin: De Gruyter 1980, ISBN 978-3-1100-8019-3.
- Handeln und Rechtfertigen. Untersuchungen zur Struktur der praktischen Rationalität. Frankfurt am Main: Athenäum 1988, ISBN 978-3-610092-18-4.
- Die Melancholie des Detektivs. Essays. Wien: Deuticke 1994, ISBN 3-216-30104-4.
- Über das Böse, das Glück und andere Rätsel. Zur Kunst des Philosophierens. Zürich: rüffer & Rub 2005, ISBN 978-3-907625-22-4.
- Bürgertugend und Willensnation. Über den Gemeinsinn und die Schweiz. Zürich: NZZ Libro 2010, ISBN 978-3-03823-613-9.
- Putins Schatten und die Idee der politischen Vernunft. Zur Zukunft nach dem Ende der Geschichte. Hamburg: Europäische Verlagsanstalt 2022, ISBN 978-3-86393-144-5.

### Herausgeberschaft
- (zusammen mit Alice Villon-Lechner): Die Schöne Kunst der Verschwendung – Fest und Feuerwerk in der europäischen Geschichte. Zürich: Artemis 1988, ISBN 3-7608-0732-1.
- (mit Stefan Müller-Doohm): Wozu Adorno? Beiträge zur Kritik und zum Fortbestand einer Schlüsseltheorie des 20. Jahrhunderts. Weilerswist: Velbrück 2008, ISBN 978-3-938808-39-9.
- (mit Felix Ghezzi): «Die Schweizermacher» und was die Schweiz ausmacht. Zürich: rüffer & rub 2016, ISBN 978-3-907625-91-0.
- (mit Niklaus Peter, Rotary Club Zürich): Über die Schwierigkeit, das Gute zu tun. 100 Jahre Service, Business, Freundschaft. Zürich: rüffer & rub 2024, ISBN 978-3-907351-28-4.

### Aufsätze und Zeitungsartikel (Auswahl)
- Globale Gerechtigkeit und Weltordnung. In: Studia Philosophica Vol. 64/2005, S. 159–178.
- Entscheidungszwang, Unparteilichkeit, Fairness. Über das System des Rechts und die Tugend des Richters. In: NZZ, Literatur und Kunst, 17./18. Februar 2007, Nr. 40, S. 72.
- Über Otfried Höffe: Demokratie im Zeitalter der Globalisierung. In: Manfred Brocker (Hrsg.), Geschichte des politischen Denkens. Ein Handbuch. Frankfurt a. M: Suhrkamp 2007, S. 790–805. ISBN 978-3-518-29418-5,
- Suburbia und die Stadt am Schlossberg: Über städtische Lebensgefühle im Zeitalter der Globalisierung. In: Konrad Hummler, Franz Jaeger (Hrsg.), Stadtstaat – Utopie oder realistisches Modell? Zürich: Verlag Neue Zürcher Zeitung, 2011. ISBN 978-3-03823-708-2.

### Literarisches
- (mit Claudia de Weck): Jakob, das Krokodil. Eine wahre Geschichte. Zürich: Atlantis 2013.
- Lichtwechsel. 51 Gedichte Zürich: rüffer & rub 2020, ISBN 978-3-906304-64-9.[2]